# Matthias Toliman
Matthias Tutanava Toliman, né le 25 août 1925 dans le village de Paparatava en Nouvelle-Bretagne (Territoire de Nouvelle-Guinée) et mort le 6 septembre 1973 à Port-Moresby, est un homme politique papou-néo-guinéen. Lors des années d'autonomie politique à la fin de l'ère coloniale, il est l'une des principales figures autochtones prônant une transition moins rapide vers l'indépendance.

## Jeunesse et études
Son père To Liman est un « chef de village traditionnel » du peuple tolai, sur la péninsule de Gazelle en Nouvelle-Bretagne. Matthew Toliman est éduqué dans des écoles missionnaires catholiques, et entreprend une formation pour devenir prêtre. Ces études sont interrompues par l'invasion et l'occupation de la Nouvelle-Bretagne par les Japonais en 1942, dans le cadre de la guerre du Pacifique ; la Nouvelle-Guinée, ancienne colonie allemande, est en effet sous souveraineté australienne depuis la Première Guerre mondiale. Après la Seconde Guerre mondiale et le rétablissement de l'autorité australienne, Toliman devient enseignant dans des écoles missionnaires. Il reprend ses études, au séminaire de Sainte-Marie en Nouvelle-Zélande, et obtient un certificat d'enseignement en 1957. En 1959 il est nommé proviseur d'une école catholique en Nouvelle-Bretagne.

## Carrière politique
En 1964 se tiennent les premières élections nationales de la colonie, enclenchant un processus d'autonomie politique graduelle. Toliman est élu député de Rabaul à la nouvelle Chambre d'Assemblée (House of Assembly). Il dépose une motion demandant que les Papous-Néo-Guinéens seuls puissent décider du moment où ils seraient prêts à l'autonomie, et de la forme que celle-ci devrait prendre. La motion est approuvée à l'unanimité. Les Australiens cherchant à former une administration autochtone, il est nommé sous-secrétaire au département de l'Administration de 1964 à 1966, puis au département d'Éducation et au département des Gouvernements locaux jusqu'en 1968. Les partis politiques commencent à prendre forme et il se présente aux élections législatives de 1968 sous l'étiquette du Parti unifié, mouvement conservateur qui adhère aux plans australiens pour une transition relativement lente vers l'indépendance. Les conservateurs arguent que la colonie, où les infrastructures, l'éducation et les services publics sont encore très peu développés, n'est pas prête. Face à eux, le Pangu Pati, parti nationaliste, prône une indépendance rapide. Réélu député, cette fois pour sa circonscription natale de la péninsule de Gazelle, il est nommé ministre de l'Éducation dans le Conseil exécutif de l'Administrateur David Hay. Il établit un Service national de l'enseignement, qui englobe les écoles publiques et les écoles missionnaires. En 1971 il est fait commandeur de l'ordre de l’Empire britannique,.
Réélu lors des élections législatives de 1972, il est élu à la tête du Parti unifié, et devient le premier chef de l'opposition officielle ; face à lui, Michael Somare, du Pangu Pati, est le premier Premier ministre. Toliman décède subitement d'une maladie cardio-vasculaire le 6 septembre 1973. Après une cérémonie à l'Église Sainte-Marie de Port-Moresby et un hommage à la Chambre d'Assemblée, il est inhumé dans son village natal. Deux ans plus tard la Papouasie-Nouvelle-Guinée devient un État indépendant,.

## Titulature
Matthias Toliman CBE